# Misumenoides annulipes
Misumenoides annulipes es una especie de araña del género Misumenoides, familia Thomisidae.

## Distribución
Esta especie se encuentra en México y Guatemala.